# Renault Dauphine
La Renault Dauphine est une berline commercialisée par le constructeur automobile français Renault, de mars 1956 à 1967.
La voiture fut conçue par le bureau d'études Renault dans les années 1950 pour relayer progressivement la 4CV.
Cette voiture fut la plus vendue en France de 1957 à 1961 et la première voiture européenne fabriquée en Argentine[citation nécessaire] (1960 à 1970). Au Brésil, elle a été fabriquée par « Willys Overland do Brasil » de 1959 à 1968. Toutefois, Renault ne connut qu'un très bref succès lors de sa commercialisation aux États-Unis en négligeant trop la qualité de fabrication, les services après-vente et la disponibilité des pièces détachées.
Plus de deux millions de Dauphines ont été construites et le modèle a été produit sous licence par d'autres fabricants hors de France. Avec des voitures telles que la Citroën 2 CV, la Volkswagen Coccinelle, la Morris Minor, la Mini et la Fiat 600, la Dauphine a été la pionnière de la voiture économique européenne moderne,.

## Historique
La Renault Dauphine est une petite berline à quatre portes à moteur arrière placé en porte-à-faux en arrière de l'essieu, qui fut ainsi nommée car la « reine des ventes » était alors la 4CV. Elle fut conçue par l'ingénieur Fernand Picard et dessinée avec l'aide du styliste italien Ghia, notamment pour l'intégration des deux entrées d'air pour le refroidissement du moteur, situées en avant des deux ailes arrière juste derrière les portes arrière. La roue de secours est logée derrière un portillon sous le coffre à l'avant comme la Tatra 603 contemporaine et des Renault ultérieures : Floride puis Caravelle et Renault 8 puis Renault 10.
Plusieurs déclinaisons de série de la Dauphine furent produites :
- une version plus cossue : l'Ondine ;
- une version sportive : la Dauphine Gordini ;
- un coupé et un cabriolet : les Floride puis Caravelle ;
- un modèle pour la course (homologué sur la route) : la Dauphine 1093.

## Les différentes versions

### Dauphine

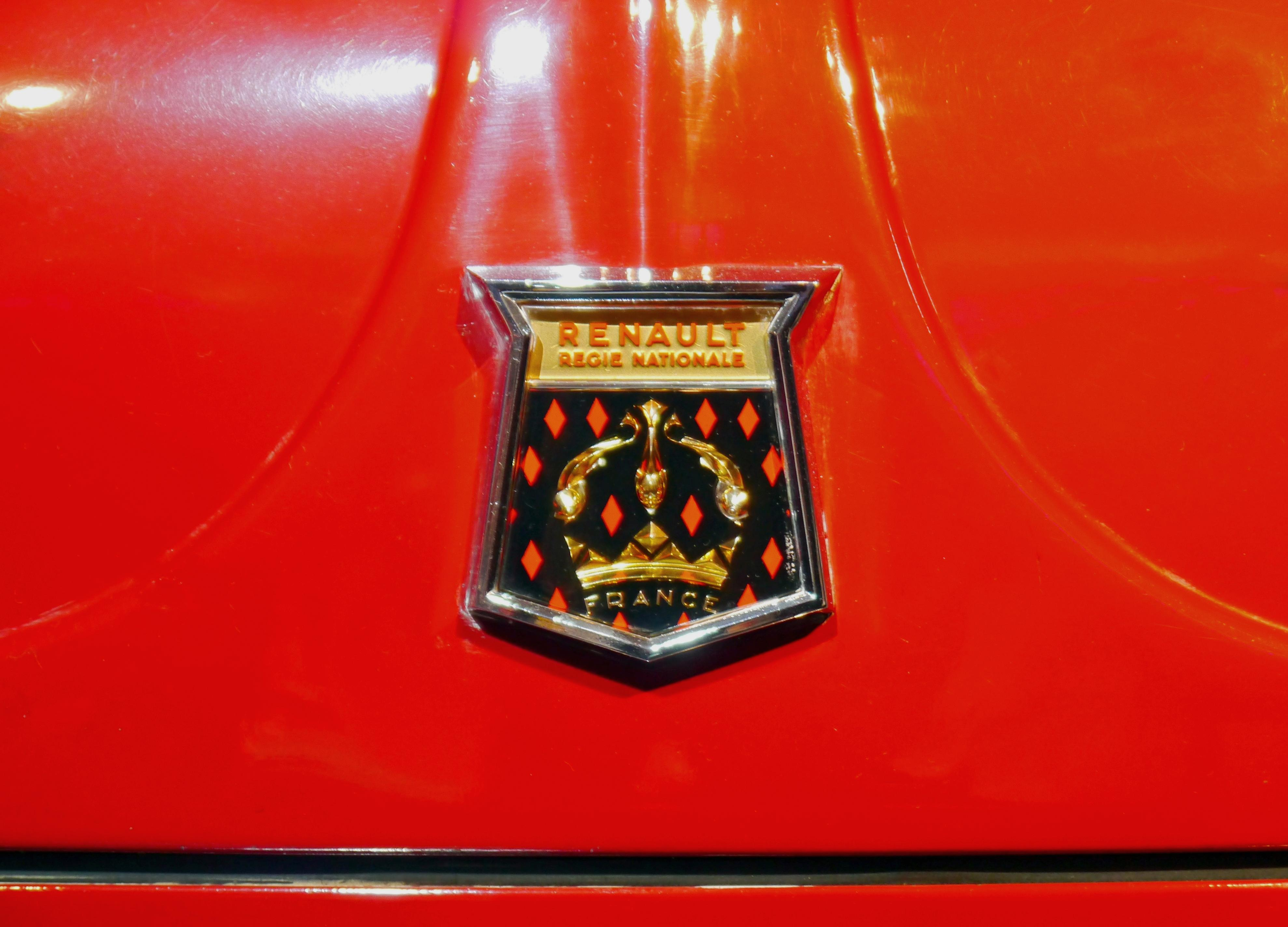
Ecusson sur capot avant (la couronne est faite de trois dauphins stylisés).

Il s'agit de la Dauphine de base (type Mines R1090).

#### Évolutions
- Modèles 1956 :

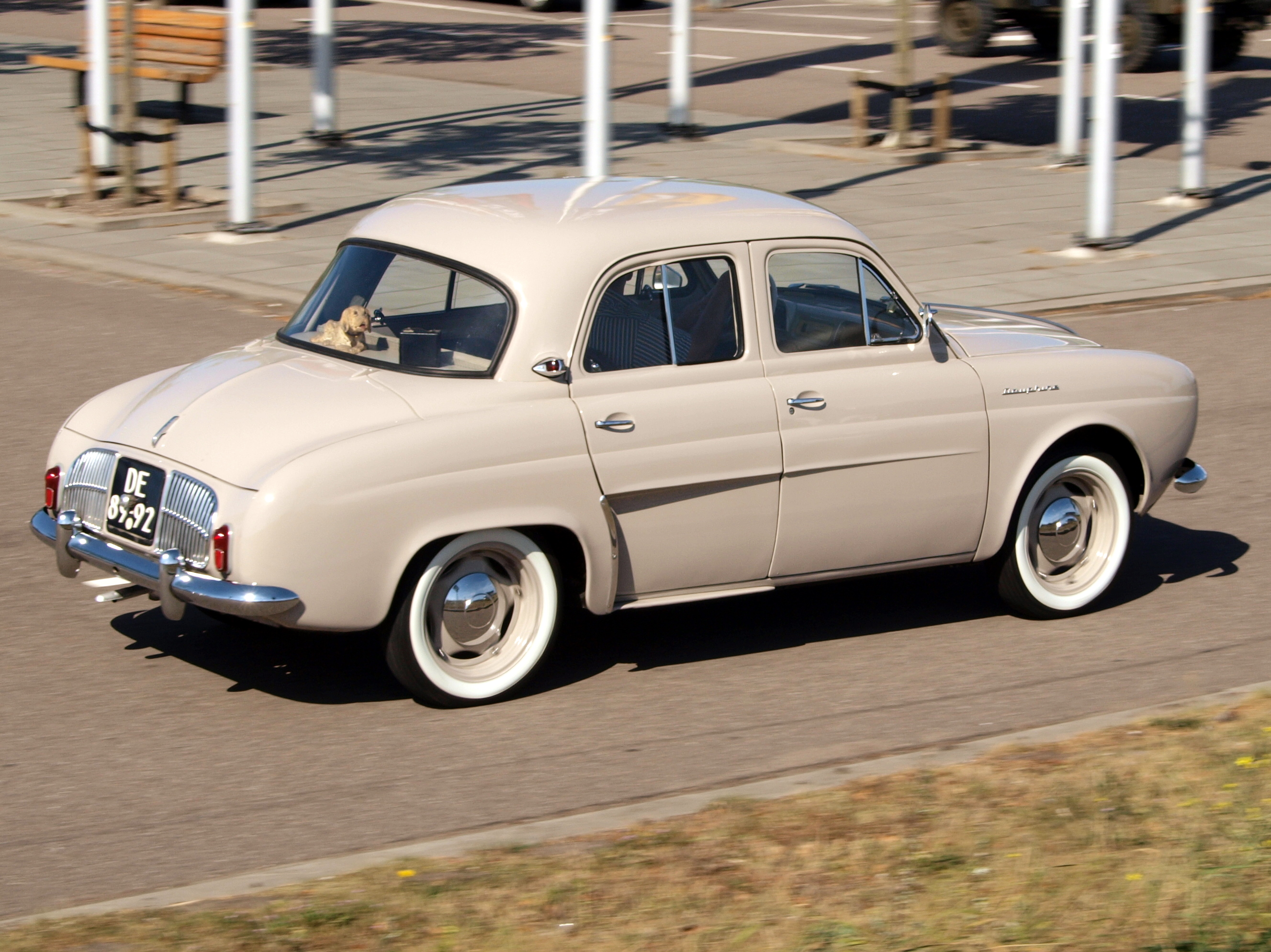
Renault Dauphine (1956)

- - Jantes étoile identiques aux 4CV.
  - Sièges en drap à rayures.
  - Monogrammes Renault et Dauphine en aluminium sur les ailes avant.
- Mai-juin 1957 : Remplacement des roues à étoiles par des roues à jante pleine emboutie, bloc chauffage « Sofica » à eau chaude et ventilateur électrique remplaçant le modèle à air pulsé et volets.
- Modèles 1958 : Suppression de la baguette centrale du capot avant.
- Modèles 1959 : Tissus des sièges « scoubidou » chiné.
- Modèles 1960 : 
  - Nouvelle suspension AR « Aérostable », avec deux coussins d'air supplémentaires en butée sur les tubes d'arbres de roues.
- Modèles 1961 :

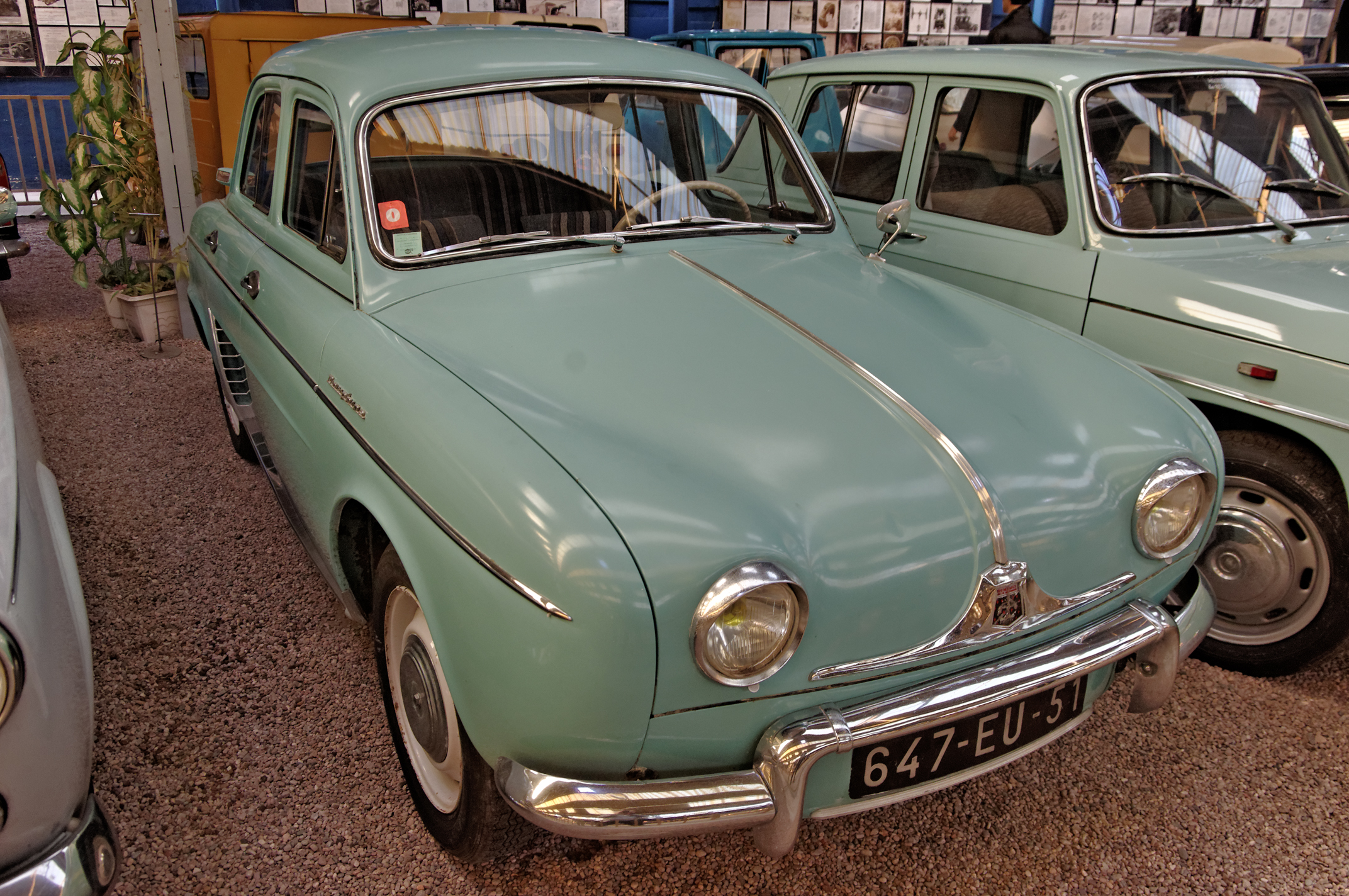
Renault Dauphine (1961)

- - Clignotants latéraux supprimés et remplacés par deux feux ronds sous les projecteurs. À l'arrière, les clignotants sont intégrés aux feux rouges.
  - Nouveaux tissus de siège pied-de-poule et simili cuir.
  - Nouveau cache-radio marqué Dauphine.
- Modèles 1963 :
  - Suppression du monogramme sur les ailes avant.
  - Monogramme Renault sur capot à l'arrière droit.
  - Suppression de la baguette en aluminium poli sur la trappe de la roue de secours.
  - Jantes ajourées.
  - Planche de bord et volant en noir mat.
  - Moteur poussé à 28 ch.DIN pour 115 km/h.
  - Option boîte automatique à coupleur "Jaeger" et commande à touches.

### Dauphine Gordini

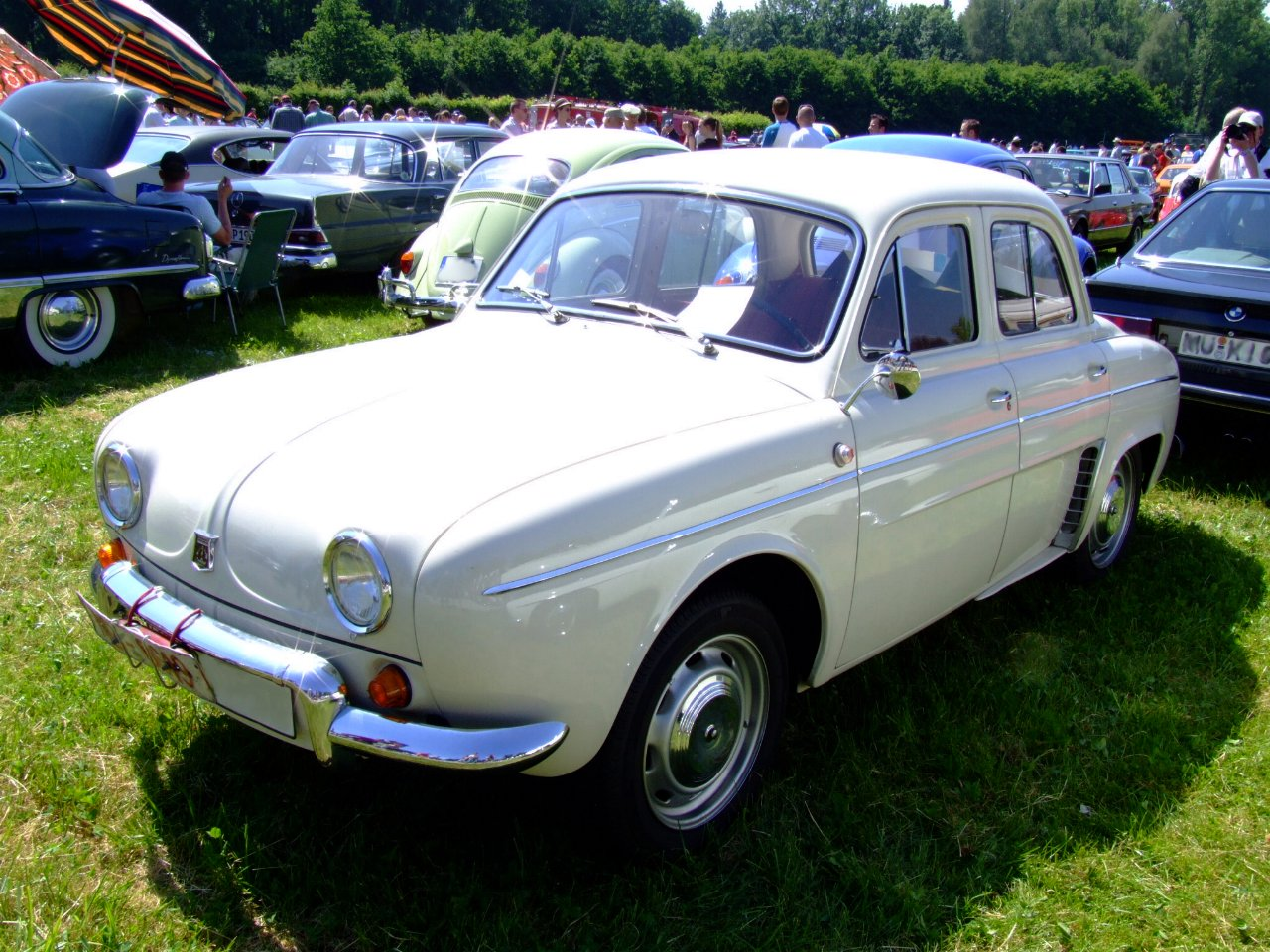
Une Dauphine Gordini.

Renault fait appel à Amédée Gordini pour réaliser une version plus performante de la voiture. Le « Sorcier » fait alors une petite préparation avec des modifications techniques, ainsi naît la Dauphine Gordini (type R1091) en 1957.
La puissance du bloc passe à 33 puis 36 ch DIN, la vitesse de pointe passe à 126 km/h grâce à une nouvelle culasse, augmentation du taux de compression, ainsi qu'à l'utilisation d'un carburateur de 32 mm, des ressorts de soupapes plus durs et conduits d'admission-échappement augmentés. Les premières modifications apportées par Amédée Gordini comme la culasse à sortie verticale, ne seront toutefois pas conservées sur le modèle de série pour des raisons de prix de revient pour rester dans le tarif de vente. La boîte de vitesses passe à quatre rapports et la caisse est légèrement rabaissée. Les pneus sont de dimension 145×380 au lieu des 135×380 standards.
Le moteur de la Floride va remplacer le moteur à culasse spécifique à partir du millésime 1960. La Dauphine Gordini figurera au catalogue de l'été 1957 à décembre 1960 puis de septembre 1962 à septembre 1963.

### Floride

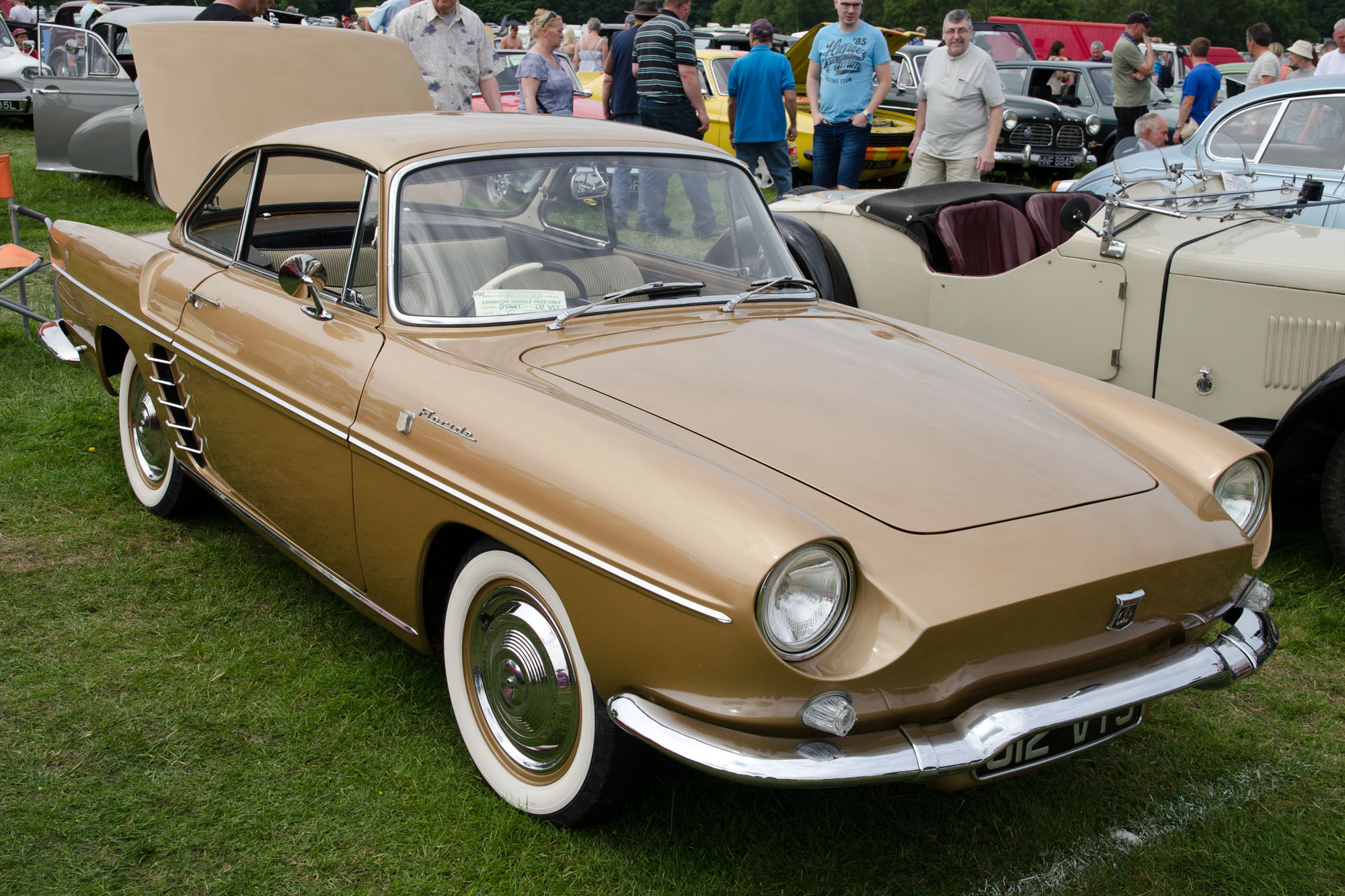
Renault Floride Coupé (1962).

La Floride est un dérivé cabriolet à deux portes basé sur la plateforme de la Dauphine Gordini.

### Ondine
Pour les modèles 1961 et 1962, il existe une version mieux présentée (moquette, planche de bord noir mat, volant de type Floride) nommée Ondine. La plupart des améliorations seront ensuite intégrées aux autres modèles. L'Ondine (type R1090A) bénéficie d'une boîte de vitesses à quatre rapports et de sièges avant à dossier inclinable. L'Ondine Gordini (type 1091A) combine la finition de l'Ondine avec les caractéristiques techniques de la Dauphine Gordini. Elle lui succède en décembre 1960 pour disparaître à l'entame de l'année-modèle 1963.

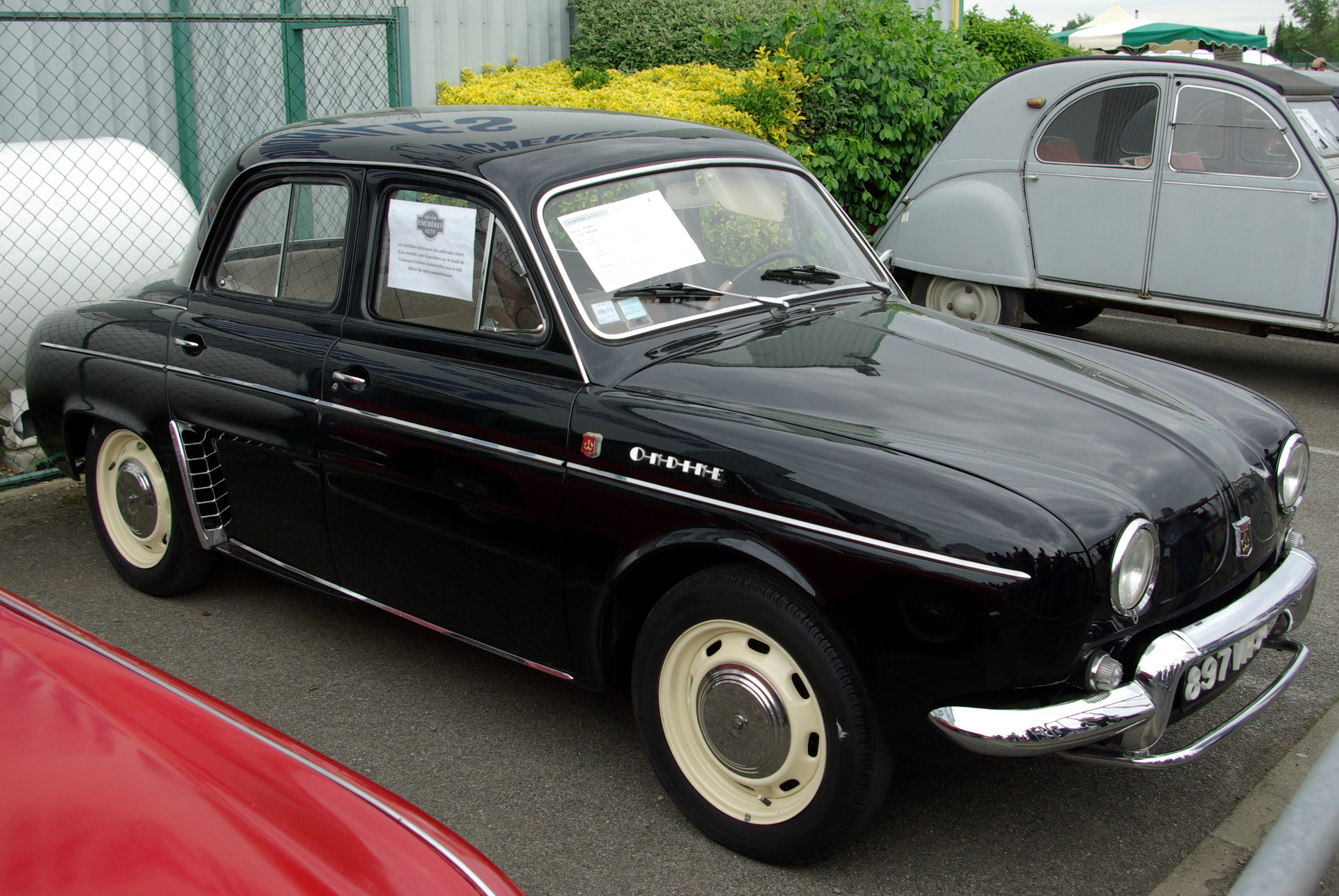
Renault Ondine.
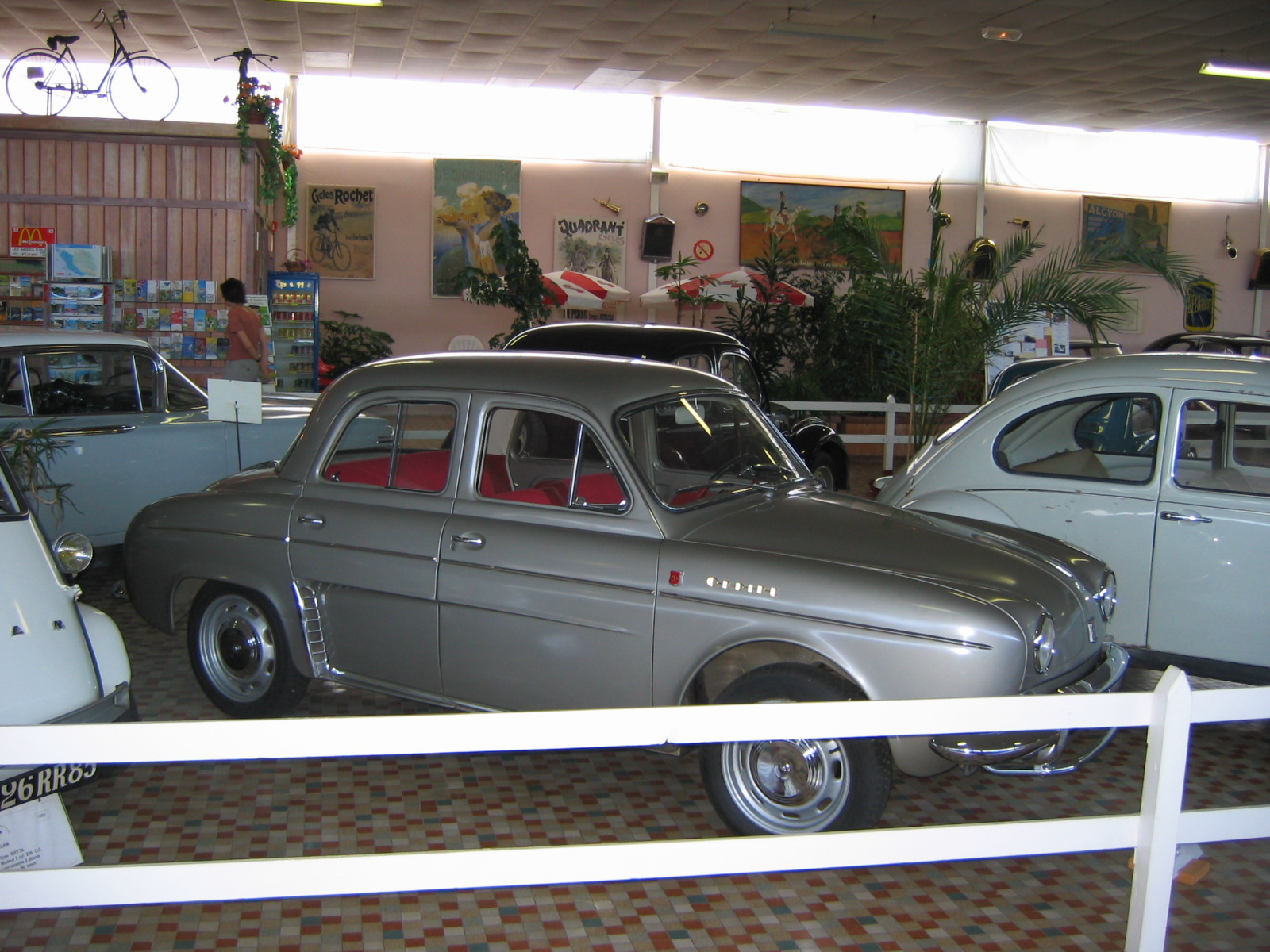
Une Ondine en état d'origine. Notez la similitude complète avec la Dauphine.
Monogramme Ondine.
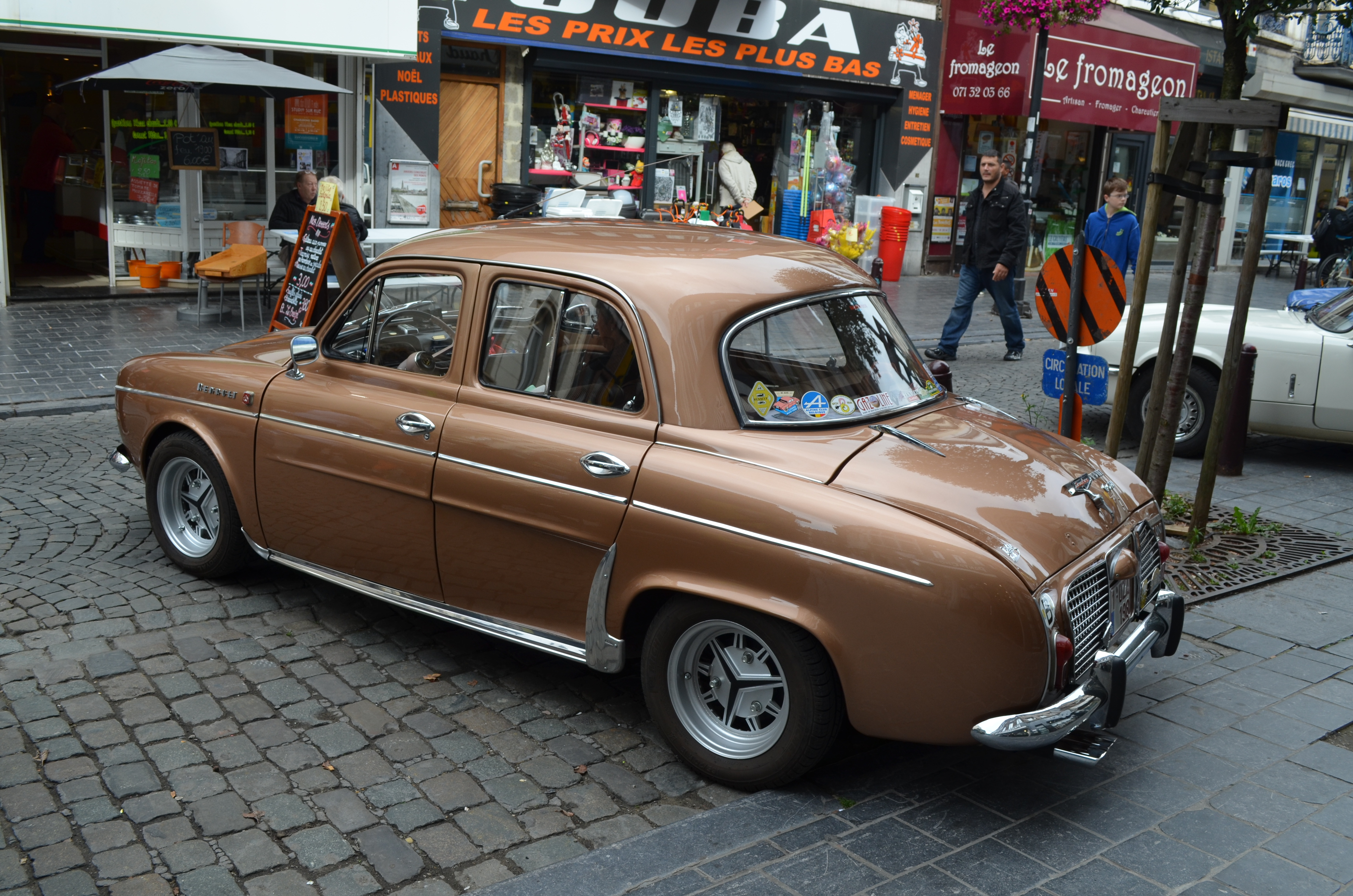
Renault Ondine Gordini (1962).

### Dauphine 1093
La Dauphine 1093 (type R1093) est la version compétition de la Dauphine. Elle a été fabriquée entre novembre 1961 et avril 1963 à 2 140 exemplaires en deux séries (En 1961-1962 1 650 véhicules et en 1963 490 véhicules). Les deux séries ont été équipées du même moteur Gordini amélioré. Les véhicules de 1962 et 1963 se différencient par des détails de finition (en particulier par la couleur de la carrosserie blanc Réjane en 1962 et blanc-gris Valois en 1963 ainsi que par la couleur de la planche de bord).
Extérieurement, la 1093 se différencie de la Dauphine Gordini par ses projecteurs avant de gros diamètre (180 mm) empruntés à la version USA, ses deux bandes bleues (toile adhésive) collées dans l'axe du véhicule et son sigle 1093 sur le capot arrière ainsi que sur l'aile avant droite pour la série 1962. La planche de bord est en métal de couleur beige anti-reflet pour la version 1962 et noir givré pour la version 1963. Les deux versions possèdent un compte-tours mécanique (entraîné par une prise sur l'allumeur) de marque 'Jaeger' avec zone d'alerte jaune et rouge à partir de 5 500 tr/min et 6 000 tr/min et un compteur de vitesse (tachymètre) spécifique gradué jusqu'à 180 km/h.
Le moteur des 1093 est le moteur de la Dauphine Gordini dont la puissance a été portée à 49 CV DIN (au lieu de 36 CV). Cette augmentation de puissance a été rendue possible par le montage de pistons à tête bombée (taux de compression augmenté à 9,1), un carburateur double corps Solex inversé type 32 PAIA 3, un arbre à cames spécifique par modification de la phase admission, un travail sur la culasse (diminution de sa hauteur à 93,5 mm et un volume des chambres réduit à 25 cm3 au lieu de 27,3 cm3), les soupapes sont à doubles ressorts et il est monté une tubulure directe d'admission - échappement de marque Autobleu. Pour faire face à cette augmentation de puissance, les pignons de distribution sont renforcés ainsi que l'embrayage (Ferodo type PKH 5/2). Le radiateur de refroidissement est à faisceaux de cuivre au lieu d'être en acier. La 1093 était vendue pour une vitesse maximale de 140 km/h.
La 1093 est équipée d'une boîte de vitesses spécifique à 4 vitesses (dont trois synchronisées) dérivant de la boîte standard 318 de la Gordini (4e légèrement plus longue).
Le système de freinage est celui d'origine à tambours, mais la tenue à chaud du freinage est améliorée par le montage de tambours avant spécifiques à ailettes de refroidissement.
La suspension est celle des Dauphine export type « mauvaises routes » mais avec des ressorts plus courts. La suspension « mauvaises routes » se caractérisait par l'adoption de ressorts de suspension avant à plus fort tarage, une barre anti-roulis avant de 12 mm au lieu de 8 mm et le montage d'une barre anti-rapprochement du train avant. L'équipement « mauvaises routes » comprenait également le montage d'une tôle de protection du réservoir de carburant.
La 1093 est la seule Dauphine (hors les versions à embrayage semi-automatique « Ferlec » et automatique « Jaeger ») à avoir été commercialisée en France avec un équipement électrique en 12 V semblable aux versions export (USA) au lieu des 6 V d'origine.
Malgré son caractère très sportif pour « monsieur tout le monde », la 1093 « de série » ne pouvait pas être compétitive sans avoir été préparée. La préparation se résumait à modifier et à polir la mécanique existante car le nouveau règlement sportif en vigueur dès 1960 interdisait toutes augmentations de cylindrée ainsi que les changements de pièces. Ferry s'occupa de nombreuses Dauphine 1093 de compétition qui devenaient des « 1093 améliorées ».
La 1093 est la plus recherchée de toutes les Dauphine. Aujourd'hui, on estime qu'une grosse centaine de 1093 ont survécu, dont la moitié sont en état de marche.
En 1962, la Dauphine 1093 s'est illustrée au rallye Tour de Corse. Cependant, son lancement tardif et les modifications trop modestes n'ont pas permis une longue carrière sportive. La 1093 reste une voiture attachante qui assure la transition entre les artisanales 4CV 1063 et la R8 Gordini qui révolutionnera la compétition automobile « tourisme de série ».

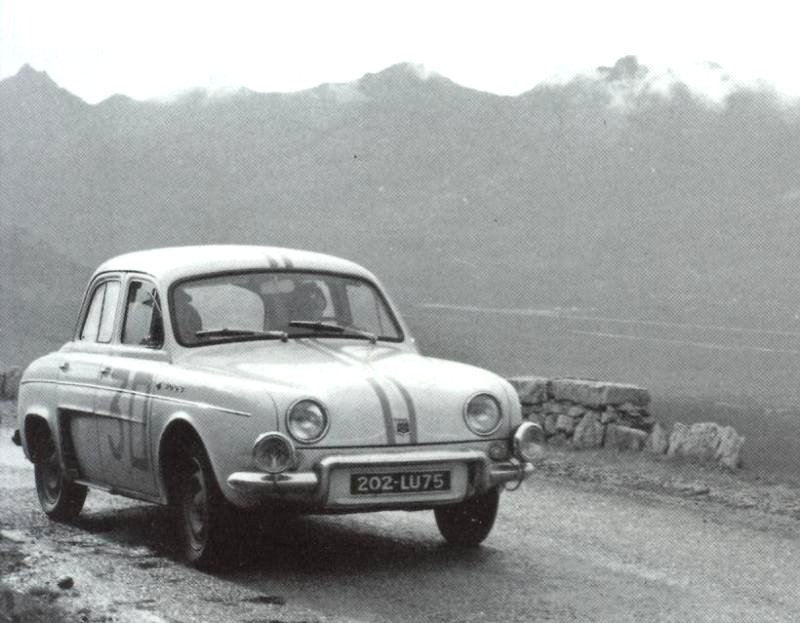
La Dauphine 1093 gagnante du rallye Tour de Corse 1962.
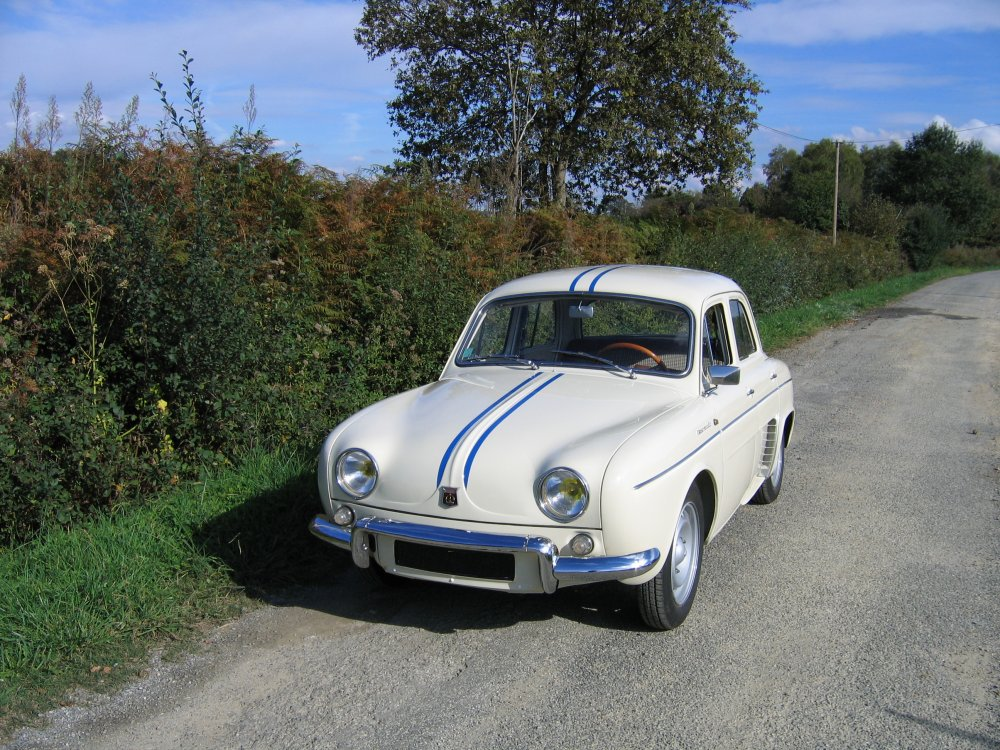
Une Dauphine 1093 restaurée.

### Dauphine export USA
En France, alors que la présentation officielle de la Dauphine a lieu le 6 mars 1956, quelques exemplaires sont immédiatement envoyés aux États-Unis pour une présentation fin mars 1956 au New York Motor Show et la commercialisation des Dauphine commence pour atteindre 1 700 véhicules en cette première année de lancement.
Ces premières Dauphine sont très proches de leurs sœurs françaises. La finition se veut cependant plus luxueuse, les habitudes de conduite américaines et la législation imposent quelques modifications. On peut ainsi noter : un taux de compression plus élevé ⁸⁄₁ contre 7,25 ⁄1, une tubulure AD-ECH directe Autobleu, une commande des codes-phares au pied, des baguettes décoratives supplémentaires sur la carrosserie, un capitonnage intérieur sur les passages de roue, un tachymètre en miles, un éclairage de la plaque de police renforcé mais surtout l'adoption de phares avant type sealed beam de gros diamètre (sept pouces soit 180 mm). Par contre, sur ces premiers modèles, le circuit électrique demeure en six volts. Les pare-chocs, le système de chauffage et le filtre à air restent également similaires aux modèles français.
Ce n'est que l'année suivante en 1957 (présentation officielle le 22 mai 1957 à New York) que la Dauphine s'américanise par l'adoption de pare-chocs renforcés (spécifiques et caractéristiques des modèles pour les États-Unis), de clignotants et feux de position reportés sur l'avant et l'arrière du véhicule (en France à partir de 1960), d'un nouvel éclairage de la plaque de police arrière, d'un filtre à air par bain d'huile renforcé (système compound).
De 1958 à 1959, année ou la vente des Dauphine atteint son apogée aux États-Unis avec 91 073 exemplaires, la Dauphine va continuer son évolution pour mieux satisfaire les conditions d'utilisation américaine. Les modifications les plus notables seront le passage au circuit électrique douze volts, fin 1958, l'adoption en équipement standard d'un chauffage 'grand froid' (extremely cold winter equipment) fin 1959.
Ce n'est donc que fin 1959 que la Dauphine USA aura terminé sa mutation qui lui aura permis de passer d'un modèle européen légèrement modifié à une version vraiment spécifique. Malheureusement, cette mutation s'est avérée trop lente, et l'inadéquation des Dauphine aux conditions climatiques nord-américaines et l'introduction sur le marché de véhicules compacts américains vont entraîner une mévente. Cependant, les Dauphine continuent d'arriver par centaines et sont stockées sur les ports. L'année 1960 marque la prise de conscience du problème américain mais il est trop tard et la Régie Renault est confrontée en France de ce fait à de très graves difficultés. En 1961, des Dauphines seront rapatriées en Europe pour être reconditionnées et mises en vente. Certaines de ces Dauphines auraient servi de base pour la construction de la version compétition R 1093.
À partir de 1960, la Dauphine américaine (à quelques détails près) n’évoluera plus qu'en fonction des modifications apportées aux Dauphine françaises. La version plus luxueuse 'Ondine' sera commercialisée à partir de 1961 aux États-Unis sous le nom de 'DELUXE'.
La Dauphine sera commercialisée aux États-Unis comme en Europe jusqu'en 1967 avec les modèles R.1094 et R.1095.
La version R 1091 Dauphine Gordini « américanisée » sera également exportée aux États-Unis.

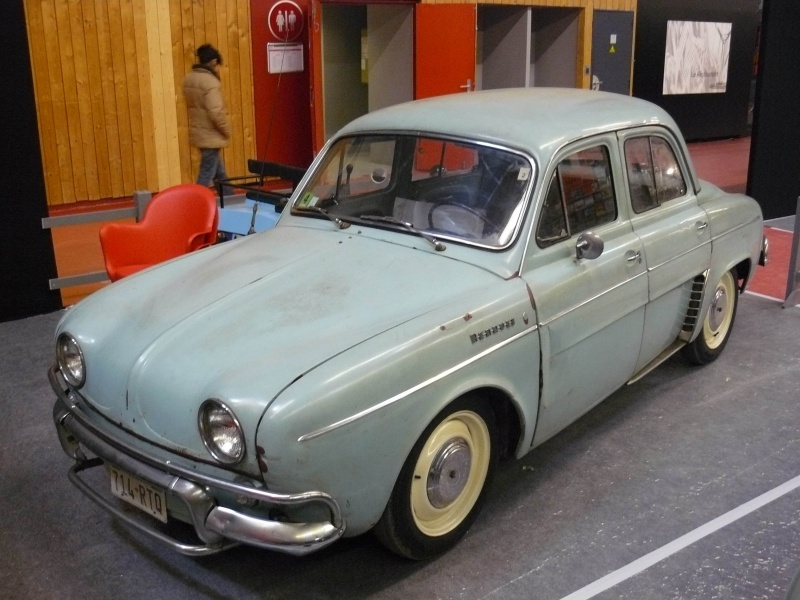
Une Dauphine export USA.
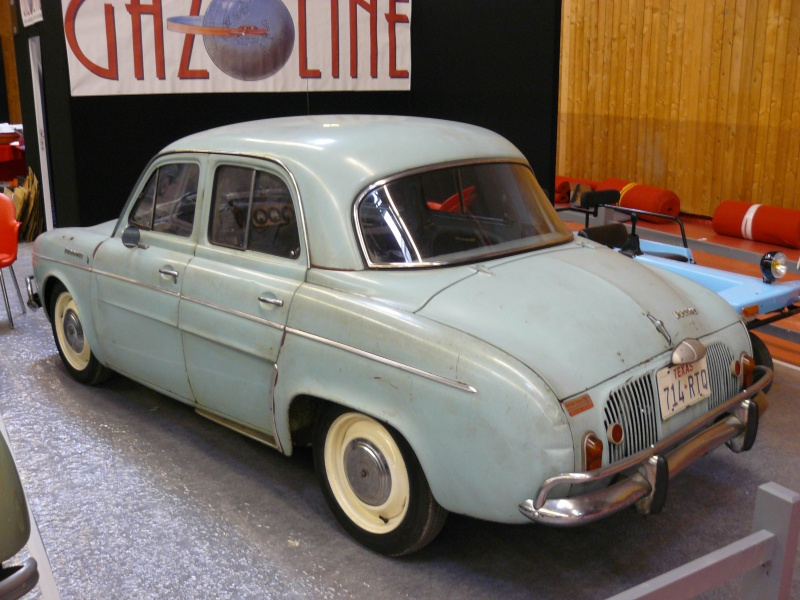

### Espagne: FASA Dauphine
Suivant l'exemple de Fiat qui avait créé SEAT en 1950, la Régie Renault signe en 1953 un accord de coopération avec le constructeur espagnol FASA pour assembler dans son usine de Valladolid des Renault 4CV avec des carrosseries fabriquées par la carrosserie Cointra, le moteur par la Sociedad Nueva Montana installée à Santander et les boîtes de vitesses par ISA à Séville.
En 1965, grâce à un assouplissement des règles espagnoles, la RNUR prend une participation de 49,9% dans FASA qui est renommée Fasa-Renault.
Au total, la production des modèles Dauphine, Ondine et Gordini, de 1959 à 1967, a atteint un total de 125 912 exemplaires dont : 
- 41.812 Dauphine, produites de 1958 à 1964,
- 39.179 Ondine produites de 1962 à 1965,
- 44.861 Gordini produites de 1961 à 1967.

### Italie: Alfa Romeo Dauphine
Le constructeur italien Alfa Romeo, propriété de L'État italien à travers sa holding IRI tout comme Renault était une Régie nationale en France, a fabriqué sous licence la Dauphine de 1959 à 1964. Les voitures, assemblées dans l'usine Alfa Romeo de Portello, près de Milan, possèdent un équipement électrique Magneti-Marelli en 12 volts, des feux spécifiques, quatre freins à disque (1965-1966) et le monogramme « Alfa Romeo Dauphine »(1959-1966) ou « Ondine Alfa Romeo » (1962-1964). Une Alfa Romeo Ondine fut mise en vente par Artcurial, lors du salon Rétromobile 2014.
Au total ce sont 71 841 exemplaires Alfa Romeo Dauphine qui ont été produits.

### Argentine: IKA Dauphine
La Régie Renault signe en 1959 un accord de coopération avec Industrias Kaiser Argentina – IKA, pour la fabrication sous licence de modèles Renault. Renault a investi 3,8 millions de dollars et détient ainsi 7,3% des actions d’IKA. À l’époque, IKA comptait déjà 5500 employés et faisait appel à 800 autres fournisseurs nationaux pour la production de véhicules.
La production de la Dauphine débute en juillet 1960 avec l'assemblage de la première Dauphine adaptée aux réseau routier local. Une version plus musclée apparaît en fin d'année, nommée Gordini. Puis viendront la Frégate et l’Ondine. À partir de 1966, la Régie Renault ayant pris une participation majoritaire dans la société, elle sera renommée IKA-Renault.
Production totale de la Dauphine de 1960 à 1970 : 88 335 exemplaires dont 53.643 Dauphine de 1960 à 1966 et 34.566 Gordini de 1962 à 1970[citation nécessaire].

## Chiffres de production IKA Kaiser Dauphine
| Année               | 1960 | 1961  | 1962  | 1963 | 1964 | 1965 | 1966 | total |
| ------------------- | ---- | ----- | ----- | ---- | ---- | ---- | ---- | ----- |
| IKA Kaiser Dauphine | 3772 | 18042 | 10626 | 3719 | 3859 | 3688 | 2699 | 46405 |
| IKA Kaiser Gordini  | 0    | 0     | 1940  | 3640 | 4859 | 6102 | 4781 | 21322 |
| total               | 3772 | 18042 | 12566 | 7359 | 8718 | 9790 | 7480 | 67727 |

, 
| Année                     | 1967 | 1968 | 1969 | 1970 | total | total 1960–1970 |
| ------------------------- | ---- | ---- | ---- | ---- | ----- | --------------- |
| IKA Kaiser 850 (Dauphine) | 1697 | 2012 | 2018 | 1511 | 7238  | 53643           |
| IKA Kaiser Gordini        | 4068 | 3761 | 3822 | 1593 | 13244 | 34566           |
| total                     | 5765 | 5773 | 5840 | 3104 | 20482 | 88209           |

### Brésil: Willys-Overland do Brasil
La Dauphine fut la première petite voiture de tourisme construite par Willys-Overland do Brasil, qui fabriquait déjà le véhicule utilitaire Willys Rural et la Jeep Willys. Le modèle a été lancé avec un moteur "Ventoux" quatre cylindres de 845 cm3 de cylindrée développant 26,5 ch. Légère (trop ?), pas chère et économique, la consommation se situait entre 6 et 7 litres aux 100 kilomètres. La Dauphine devient vite populaire. Sa suspension, conçue pour les routes européennes, a causé une série de problèmes sur les routes brésiliennes précaires de l'époque, et sa structure fragile lui a rapidement valu une mauvaise réputation. Elle a été surnommée "Leite Glória", basé sur une publicité du lait en poudre instantané, qui avait pour slogan "Démonter sans battre". De plus, comme la voiture se retourne assez facilement, les brésiliens ont baptisé la suspension « Aerocapotable ». De 1959 à 1965, 74.627 exemplaires ont été fabriqués au Brésil dont 23.887 Dauphine, 41.052 Gordini, 8.967 Dauphine Teimoso et 721 Dauphine 1093.
Une partie de la mécanique de la Dauphine a servi de base au "Projet M", conçu en partenariat entre le Willys-Overland do Brasil et Renault mais, avant que le nouveau véhicule ne soit lancé, l'usine a été rachetée par Ford en 1967, qui poursuivit le projet et la lança sous le nom de Ford Corcel. Côté français, ce projet commun a donné naissance à la Renault 12.

## Chiffres de production Dauphine au Brésil
| Année                   | 1959 | 1960 | 1961 | 1962  | 1963  | 1964  | 1965  | 1966 | 1967 | 1968 | total |
| ----------------------- | ---- | ---- | ---- | ----- | ----- | ----- | ----- | ---- | ---- | ---- | ----- |
| Dauphine Brésil         | 528  | 7491 | 5294 | 7197  | 2926  | 430   | 21    | 0    | 0    | 0    | 23887 |
| Gordini Brésil          | 0    | 0    | 2    | 4585  | 7908  | 10185 | 6591  | 7417 | 3553 | 811  | 41052 |
| Dauphine 1093 Brésil    | 0    | 0    | 0    | 0     | 367   | 336   | 18    | 0    | 0    | 0    | 721   |
| Dauphine Teimoso Brésil | 0    | 0    | 0    | 0     | 0     | 0     | 6296  | 2521 | 150  | 0    | 8967  |
| total                   | 528  | 7491 | 5296 | 11782 | 11201 | 10951 | 12926 | 9938 | 3703 | 811  | 74627 |

### Dauphine Gérin
L'inventeur Français Gérin fabrique une Dauphine équipée du dispositif "roue de sécurité Gerin". Le modèle est breveté. Ces Dauphines sont dessinées et assemblées en Bourgogne, Côte-d'Or. Il ne subsiste qu'un unique exemplaire.

### La Henney Kilowatt électrique

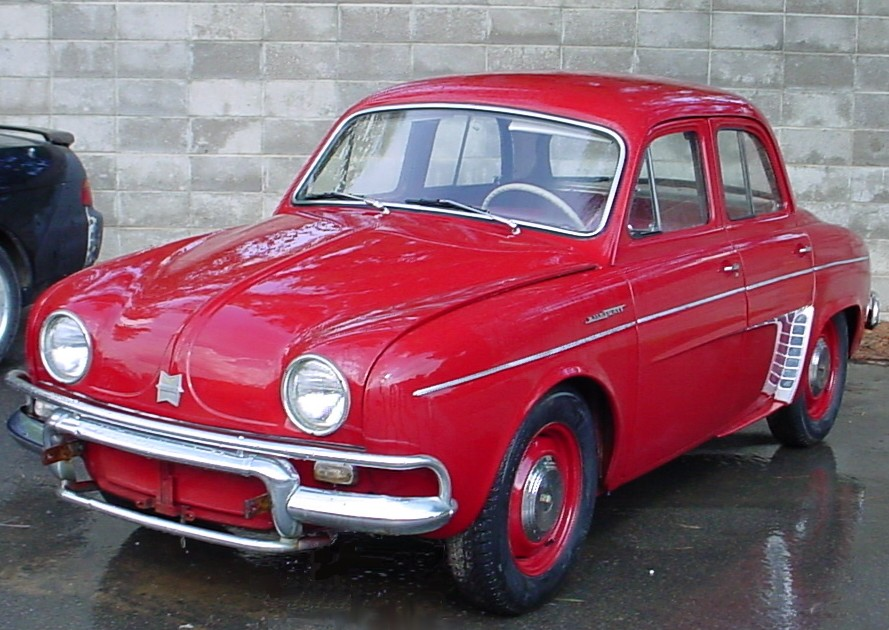
Une Henney Kilowatt.

La Dauphine servira aussi de base à une tentative de voiture électrique, conçue en partenariat avec Linus Pauling. Ce sera un échec à l'époque, du fait de la faiblesse du rapport poids/puissance des batteries au plomb.

### Les derniers modèles
Pour l'année-modèle 1964, la gamme est réorganisée autour des Dauphine et Dauphine Export (type R1094) avec freinage à quatre disques, la seconde bénéficiant d'une présentation plus cossue et une boîte de vitesses à quatre rapports, entièrement synchronisée en cours de millésime. À destination d'autres marchés, la "Dauphine" type 1095 combine la finition de la "Dauphine Export" avec le moteur de la Gordini.
À partir l'année-modèle 1966, la "Dauphine Gordini" type R1095 réapparait en France et remplace la "Dauphine Export". Elle demeure seule au catalogue au millésime suivant jusqu'à sa suppression en décembre 1967. Le nom Gordini n'apparaît plus sur la carrosserie.

## Caractéristiques
- Carrosserie monocoque autoporteuse.
- Quatre roues indépendantes, à jantes périmétriques « étoile » comme la 4CV ou Panhard contemporaines, en tôles emboutie, pneus 135×380.
- Moteur Billancourt 4 cylindres en ligne 845 cm3, longue course 58 mm × 80 mm de 26 ch DIN.
- Bloc moteur en fonte et culasse aluminium.
- Boîte de vitesses à trois rapports : 2e et 3e synchronisées.
- Électricité batterie 6 volts, chauffage à air pulsé.
- Freins à tambour à commande hydraulique sur les quatre roues sans assistance.
- Vitesse maximale de 111 km/h, consommation d'environ 6,5 litres aux 100 km.

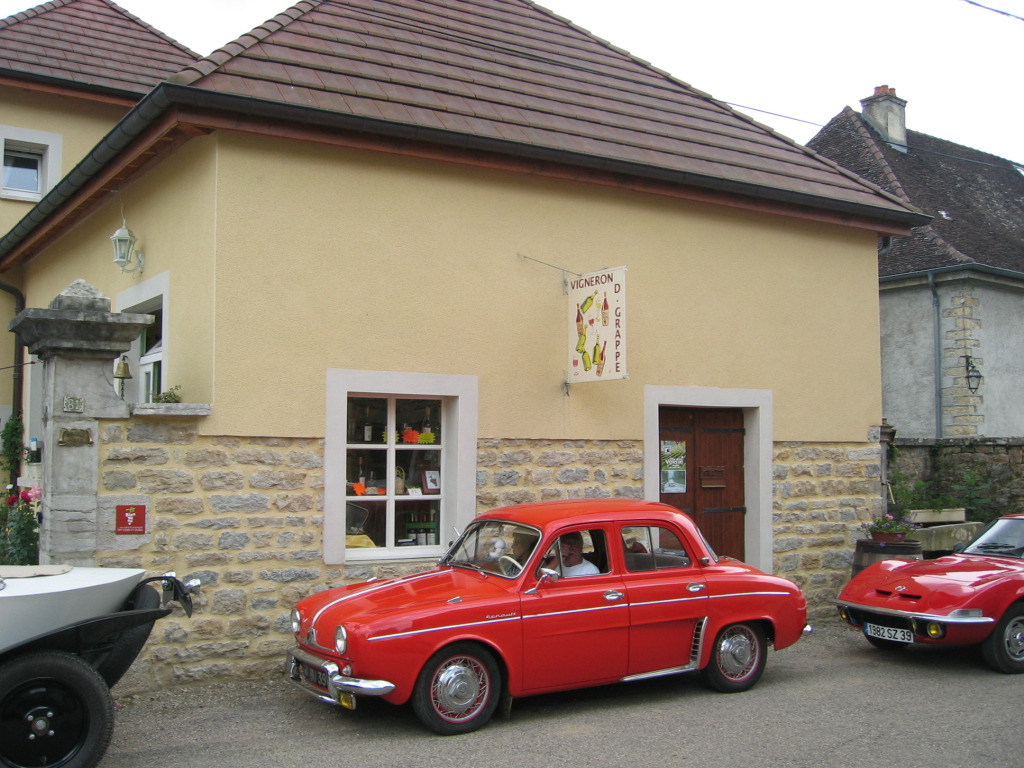
Une Dauphine vue de profil.
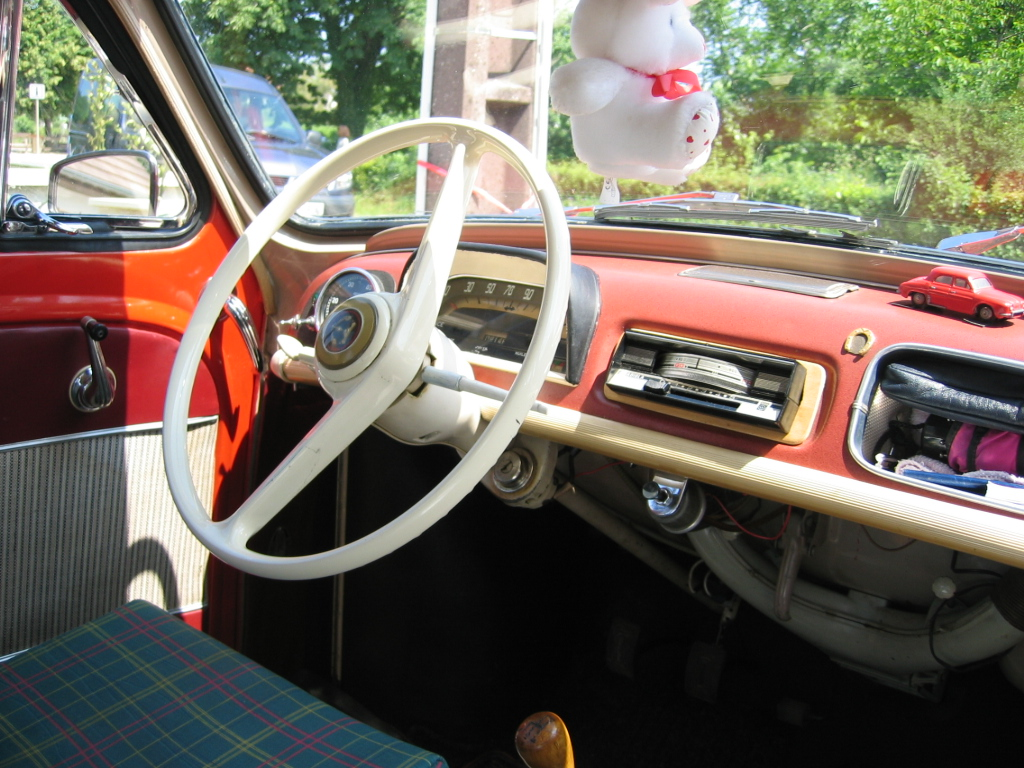
Le tableau de bord en tôle emboutie avec compteur de vitesse, auto radio et vide poche.

## Compétition
La Dauphine est dans les années 1950, 1960 et même 1970, l'une des voitures les plus utilisées en compétition. Elle a permis à de grands pilotes de se faire connaître, comme Larrousse par exemple. Certes, la voiture est familiale, mais grâce à quelques préparateurs, elle a pu être compétitive en course.

### Ferry
Pierre Ferry est un ingénieur, passionné de sport automobile qui court déjà en 4CV à l'époque. Avec l'arrivée de la Dauphine Gordini, il change de monture et en profite pour faire quelques modifications :
- arbre à cames spécifique dont le fameux n°12 ;
- pipe d'admission de 30 mm de diamètre au lieu de 28 d'origine ;
- ressorts de soupapes plus durs ;
- pistons de 60 mm de diamètre au lieu de 58 mm.

Ces modifications permettent à la Dauphine d'atteindre une vitesse de 145 km/h au lieu des 126 km/h de la Gordini.
Ferry a même construit pour la Dauphine des moteurs de 1 000 cm3 sur la base du moteur d'origine. La nouvelle puissance de près de 80 ch permettait d'atteindre les 180 km/h. Il a aussi conçu un grand nombre de pièces comme des carters d'huile ou des arbres à cames.
En 2008, l'entreprise Ferry Developpement réalise toujours des préparations automobiles pour la compétition.

### Palmarès en rallye
- Dauphine spéciale à moteur 1063 (voir 4CV 1063) avec une boîte à cinq vitesses : Vainqueur du 1er Tour de Corse en 1956, équipage féminin Gilberte Thirion et Nadège Ferrier (également 2e : Maurice Michy/ Jacques Rambaud) ;
- Dauphine spéciale : Vainqueur du Rallye des Tulipes en 1957 ;
- Dauphine Gordini : Vainqueur du rallye de Monte-Carlo et du Tour de Corse en 1958, avec pour les deux épreuves l'équipage Jacques Féret et Guy Monraisse (Corse : 2e Claude Storez/Maurice Foulgoc, 3e Jean Guichet/Robin, 4e Jean Vinatier/Roger Masson - Gordini Spéciale) ;
- Dauphine spéciale : Vainqueur au Tour de Corse en 1959, pilotée par Pierre Orsini et Jean Canonici ;
- Dauphine spéciale : Vainqueur de Liège-Rome-Liège en 1959 ;
- Dauphine spéciale : Vainqueur de la Coupe des Alpes en 1959 ;
- Dauphine spéciale : Triplé au Rallye de Côte d'Ivoire en 1959[19];
- Dauphine spéciale : Vainqueur du rallye féminin Paris – Saint Raphael en 1961[20] ;
- Dauphine spéciale : Vainqueur du rallye d'automne de La Rochelle en 1961 ;
- Dauphine 1093 : Vainqueur au Tour de Corse en 1962, pilotée par Pierre Orsini et Jean Canonicci ;
- Dauphine 1093 : Vainqueur du rallye de Grasse Fleurs et Parfums (Rallye Grasse-Alpin) en 1962;
- Dauphine 1093 : Championnat de France des rallyes (Tourisme) avec Bernard Consten (et Jaguar Mark 2).

### Engagements en endurance
Plusieurs Renault Dauphine sont engagées dès 1956 aux Mille Miglia. En 1957, trois Dauphine prennent le départ des 12 Heures de Sebring.

## Dans la culture populaire
- Bande à part 1964[22]
- Le Petit Nicolas
- Gil Jourdan conduit une Dauphine